# Sandra Seefried
Sandra Seefried (* 14. Juli 1987 in Stuttgart) ist eine deutsche Schauspielerin.
Bekannt wurde sie durch die Kinder- und Jugendfernsehserie fabrixx, in der sie von 2001 bis 2004 die Rolle der Lena Strauss verkörperte. Darüber hinaus wirkte sie in den Produktionen Ein Fall für B.A.R.Z., Walulis sieht fern, Sturm der Liebe, München 7 und Teuflische Nachbarschaft mit.

## Filmografie
- 2001–2004: fabrixx
- 2005: Ein Fall für B.A.R.Z.
- 2011, 2012: Walulis sieht fern
- 2012: Sturm der Liebe
- 2013: Walulis sieht fern
- 2013: München 7
- 2014: Teuflische Nachbarschaft